# NGC 4963
NGC 4963 est une galaxie spirale située dans la constellation des Chiens de chasse. Sa vitesse par rapport au fond diffus cosmologique est de 7 355 ± 15 km/s, ce qui correspond à une distance de Hubble de 108,5 ± 7,6 Mpc (∼354 millions d'al). NGC 4963 a été découverte par l'astronome germano-britannique William Herschel en 1787.

## Supernova
La supernova SN 2005mb a été découverte dans NGC 4963 le 21 décembre 2005 par l'astronome amateur américain Tim Puckett et par P. Ceravolo. Cette supernova était de type II.